# Phytoliriomyza intermedia
Phytoliriomyza intermedia este o specie de muște din genul Phytoliriomyza, familia Agromyzidae, descrisă de Spencer în anul 1985.
Este endemică în Kenya. Conform Catalogue of Life specia Phytoliriomyza intermedia nu are subspecii cunoscute.